# Micélium

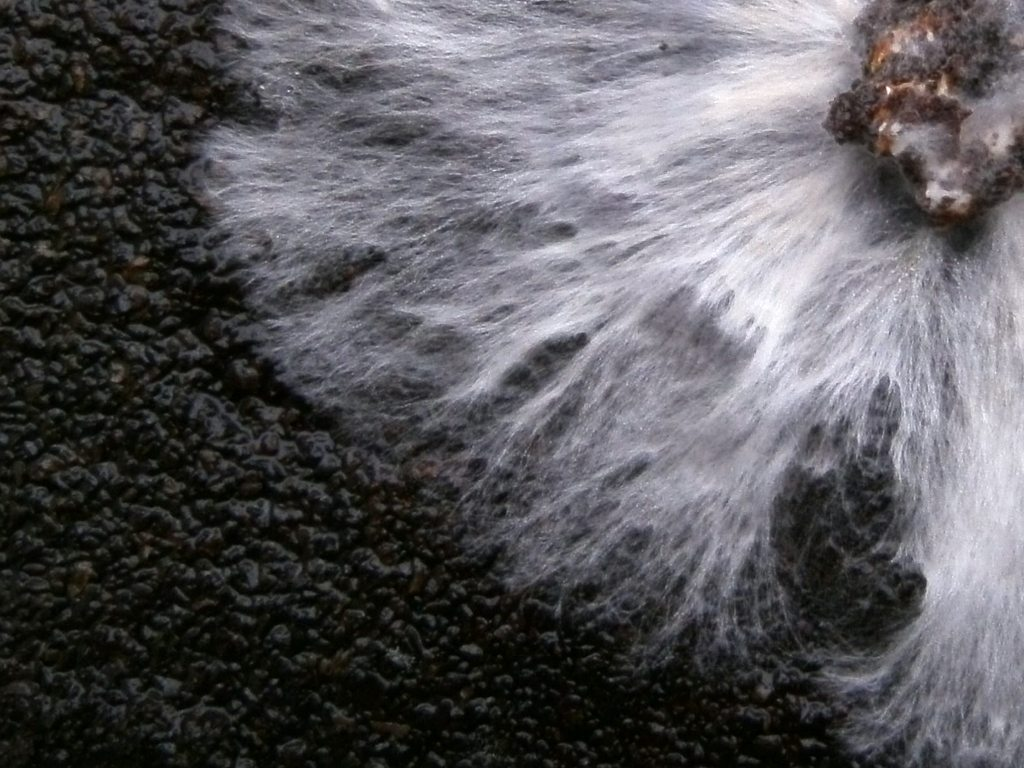
A laskagomba micéliuma kávézaccon

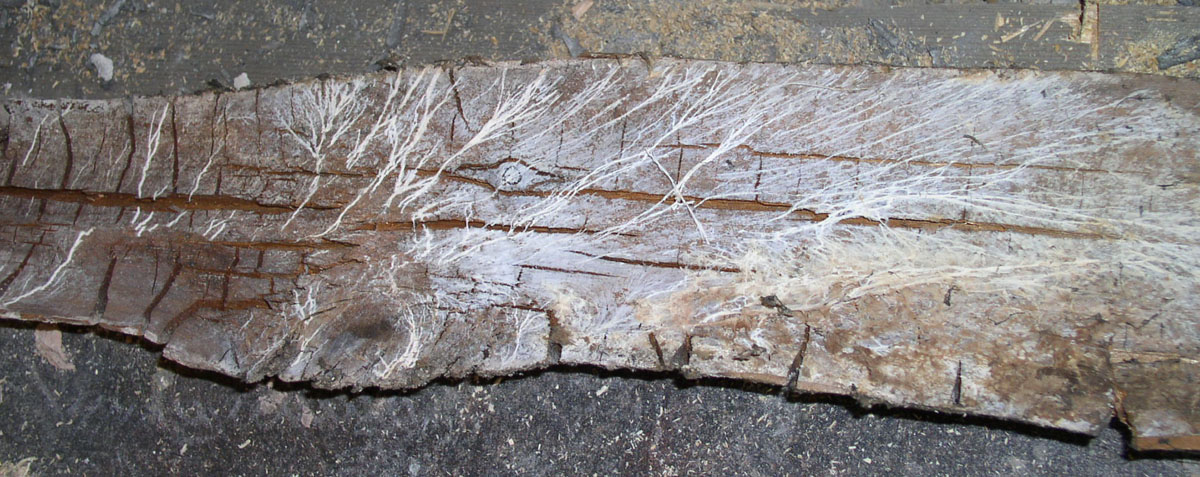
Gombamicélium fából készült deszkán

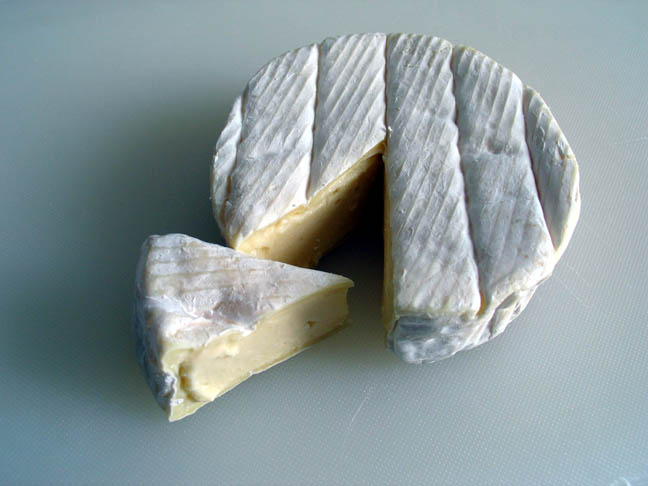
Gombamicélium Camembert-sajton

A micélium (latin micelium és újgörög μυκήλιο[ν] a görög μύκης mýkesz = 'gomba' és ήλος hḗlósz = 'köröm' szóból) egy gomba vagy baktérium (pl. sztreptomicin) fonalszerű sejtje.
Az egyes hifák szabad szemmel általában nem, csak mikroszkóppal láthatók. A sűrűn tömött hifákkal rendelkező micéliumok azonban szabad szemmel teljes mértékben láthatók, például a penészgomba az egyébként tiszta gyümölcslevekben, gombás micélium a Camembert (sajt) felületén, „nemespenész” az élelmiszereken.
A köznapi nyelvben csak a látható termőtesteket nevezik gombának. Az ehető gombák esetében azonban a tényleges gomba túlnyomórészt a talajban vagy – fagombáknál – a fában található finom micélium, amely hifákból áll, amelyeket általában nem veszünk észre, mivel csak ezekben az átlátszatlan szubsztrátumokban fordul elő. A gombás micélium egy négyzetkilométert meghaladó méretet, hatalmas biológiai tömeget és nagy kort is elérhet, például a mézgombákban – a Malheur Nemzeti Erdőben egy egyedi mézgomba micélium 9 km²-es területen terjed, a becslések szerint 2400 éves és körülbelül 600 tonna tömegű mint a legnagyobb élőlény a Földön.
A dikarióta micélium (páros nukleáris micélium) egy olyan micélium, amely minden sejtben két különböző genommal rendelkező magot tartalmaz, egy plusz- és egy mínusz maggal. Két monokarióta micélium, egy plusz párosodási típusú plusz és egy mínusz párzási típusú micélium összeolvadásával jön létre, amelyek viszont monokarióta spórákból csíráznak ki. Állógombákban a dikarióta sejtek sejtosztódása a micéliumban gyakran összefügg a csatok ('csatmicélium') képződésével.

## Elektromos jelek vezetése és alkalmazása
Sok gomba a micéliumát arra használja, hogy elektromos impulzusokat vezessen át rajta. Ezek funkciója még nem teljesen ismert, ezért intenzív kutatás tárgya. Az egyik elmélet szerint az elektromos jelek célja többek között az információ továbbítása. Ezért a kommunikáció eszközei lennének. Ezt a tézist a Bristoli Nyugat-Angliai Egyetem tanulmánya támasztja alá. Ebben a közönséges bársonytalpú gomba (Flammulina velutipes), az ausztrál kísértetgomba (Omphalotus nidiformis), hasadtlemezű gomba (Schizophyllum commune) és a vörös rovarrontógomba cordyceps militaris micéliumát elektródákra csatlakoztatták, és az elektromos mintázatot ezzel mérték. s elemezték őket. Az elektromos jelek mintázata nagy eltérést mutatott a különböző gombafajok között. A mért elektromos amplitúdók tartománya 0,03 millivolt és 2,1 millivolt között mozog. Feszültségcsúcsokat (tüskék) észleltek, hasonlóan a neuronokban előfordulóakhoz. 
Emiatt és a mikrotechnológiai bevonatolási technológiákra, pl. a fizikai gőzfázisú leválasztásra való kísérleti alkalmassága miatt a micéliumot mechatronikus, biológiailag lebomló hordozóanyagként tartják számon.

## Fordítás
- Ez a szócikk részben vagy egészben  a   Mycel című német Wikipédia-szócikk ezen változatának fordításán alapul.  Az eredeti cikk szerkesztőit annak laptörténete sorolja fel. Ez a jelzés csupán a megfogalmazás eredetét és a szerzői jogokat jelzi, nem szolgál a cikkben szereplő információk forrásmegjelöléseként.

## Kapcsolódó
- Bazídiumos gombák
- Rajzóspórás gombák
- Tömlősgombák